# TSR Góra Kawiniec
TSR Góra Kawiniec – telewizyjna stacja retransmisyjna z wieżą o wysokości 40 m, znajdująca się w Jedlinie-Zdroju, zlokalizowana jest na Górze Kawiniec. Właścicielem obiektu jest EmiTel sp. z o.o.
22 kwietnia 2013 roku została zakończona emisja programów telewizji analogowej. Tego samego dnia rozpoczęto nadawanie sygnału trzeciego multipleksu w ramach naziemnej telewizji cyfrowej.

## Transmitowane programy

### Programy telewizyjne - cyfrowe
| Skład multipleksu                                                                                  | Częstotliwość | Kanał | Moc promieniowana nadajnika | Polaryzacja | Kompresja wizji |
| -------------------------------------------------------------------------------------------------- | ------------- | ----- | --------------------------- | ----------- | --------------- |
| MUX 3 - TVP1 HD - TVP2 HD - TVP3 Wrocław - TVP Kultura - TVP Historia - TVP Sport HD - TVP Info HD | 506,00 MHz    | 25    | 0,01 kW                     | pozioma     | MPEG-4          |

## Nienadawane analogowe programy telewizyjne
Programy telewizji analogowej wyłączone 22 kwietnia 2013 roku.
| LP | Program              | Właściciel                                 | Częstotliwość | Kanał | Moc nadajnika | Polaryzacja |
| -- | -------------------- | ------------------------------------------ | ------------- | ----- | ------------- | ----------- |
| 1  | TVP1                 | Telewizja Polska S.A.                      | 551,25 MHz    | 31    | 0,025 kW      | pozioma     |
| 2  | TVP2                 | Telewizja Polska S.A.                      | 567,25 MHz    | 33    | 0,025 kW      | pozioma     |
| 3  | TVP Info/TVP Wrocław | Telewizja Polska S.A. oddział we Wrocławiu | 655,25 MHz    | 44    | 0,025 kW      | pozioma     |